# Kamień Dziesięciorga Przykazań z Los Lunas

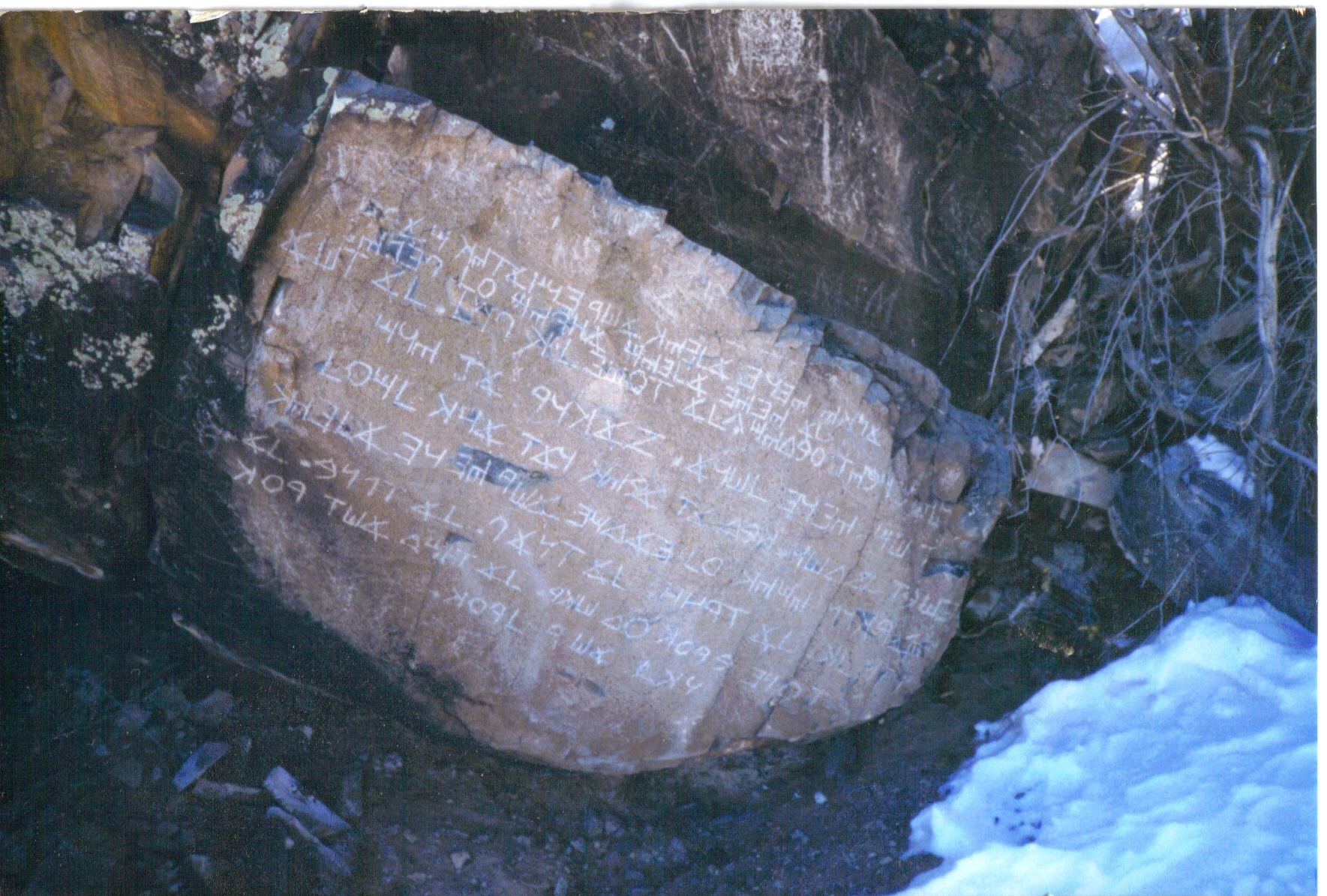
Kamień z Los Lunas

Kamień Dziesięciorga Przykazań z Los Lunas – olbrzymi, ważący ponad 80 ton głaz znajdujący się w pobliżu miasta Los Lunas w amerykańskim stanie Nowy Meksyk, na powierzchni którego znajduje się rzekoma inskrypcja z paleohebrajskim tekstem Dekalogu.

## Dzieje kamienia
Istnienie kamienia nagłośnił w 1933 roku jego rzekomy odkrywca, archeolog Frank Hibben z University of New Mexico. Jak twierdził, zabytek pokazał mu jeden z tamtejszych mieszkańców, twierdzący, iż znajdował się on w tym miejscu co najmniej od 1880 roku. Odkrycie zostało podchwycone przez zwolenników historii alternatywnej, jako dowód na starożytną kolonizację Ameryki przez Żydów. Kontrowersyjny filolog hebrajski Cyrus Gordon na podstawie analizy kształtu liter stwierdził, iż kamień jest mezuzą wykonaną przez Samarytan, którzy mieli uciec do Ameryki w okresie prześladowań za cesarza Justyniana w VI wieku.
Inskrypcja z Los Lunas jest powszechnie uznawana za nieudolne fałszerstwo. Jedynym świadectwem odkrycia jest wyjątkowo pobieżna relacja Hibbena, któremu udowodniono kilka fałszerstw archeologicznych, a sama hipoteza o żydowskiej kolonizacji Ameryki jest historycznie nieprawdopodobna. Nie tylko nie ma żadnych dowodów na transatlantycką żeglugę w starożytności, ale też położenie Los Lunas w głębi lądu sugerowałoby istnienie długiego i masowego osadnictwa. Napis jest wyraźny i pozbawiony widocznych śladów erozji, co wskazywałoby na jego młody wiek. Paleografowie zwracają uwagę na anachroniczną interpunkcję oraz słabą znajomość przez autora inskrypcji języka hebrajskiego, co spowodowało takie błędy jak zastąpienie hebrajskich liter כ ,ז ,ד i ת greckimi δ, ζ, κ i τ, brak rozróżnienia między כ i ק oraz traktowanie alefu jako samogłoski. Hipoteza Gordona o samarytańskim pochodzeniu inskrypcji jest nie do utrzymania, bowiem tekst nie zawiera obecnego w Pięcioksięgu samarytańskim dodatkowego przykazania o budowie sanktuarium na górze Garizim, a samo jego brzmienie jest zgodne z tekstem masoreckim. Autorstwo fałszerstwa przypisywane bywa mormonom.